# Sant Pere de Torredembarra
Sant Pere de Torredembarra és un monument del municipi de Torredembarra (Tarragonès) protegit com a bé cultural d'interès local.

## Descripció

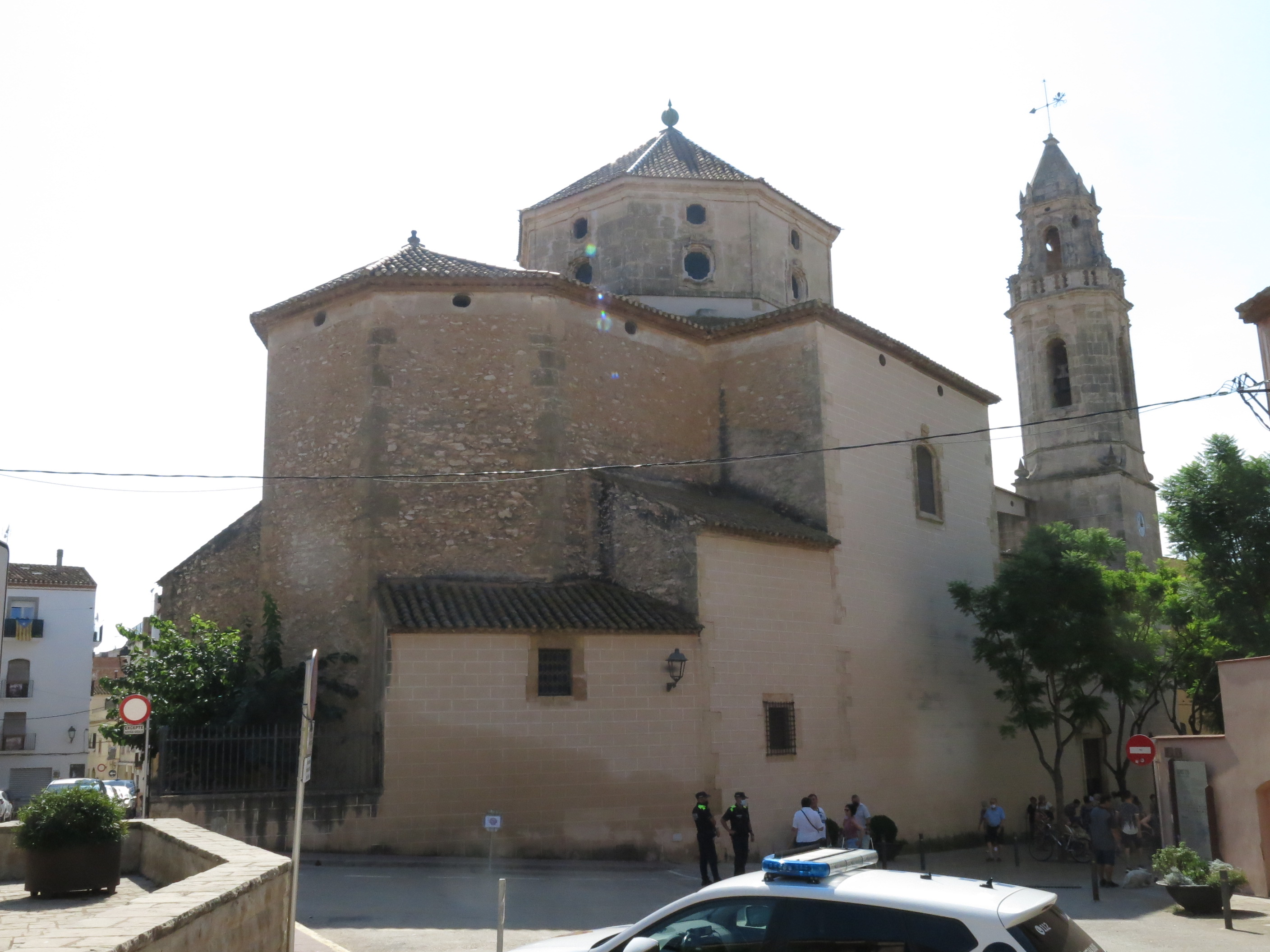
Capçalera i campanar

L'església parroquial de Torredembarra és un gran edifici de carreus amb planta de creu llatina inscrita dins un rectangle. Una nau i capelles laterals, la nau central està coberta amb volta de canó amb llunetes i també als braços del creuer.
Aquest es veu coronat per una cúpula oval damunt de petxines. La façana presenta una portada renaixentista de mitges columnes corínties, fris llis i frontó triangular partit damunt carteles. A la part de la façana que dona a l'Evangeli hi ha una altra portada renaixentista més senzilla.

## Història
El campanar té la part baixa quadrada i la part alta octogonal. L'església és un conjunt renaixentista que s'encamina cap al barroc. Es comença l'any 1705 i es va acabar l'any 1770, a excepció de la capella que s'obre al creuer que és més tardana.

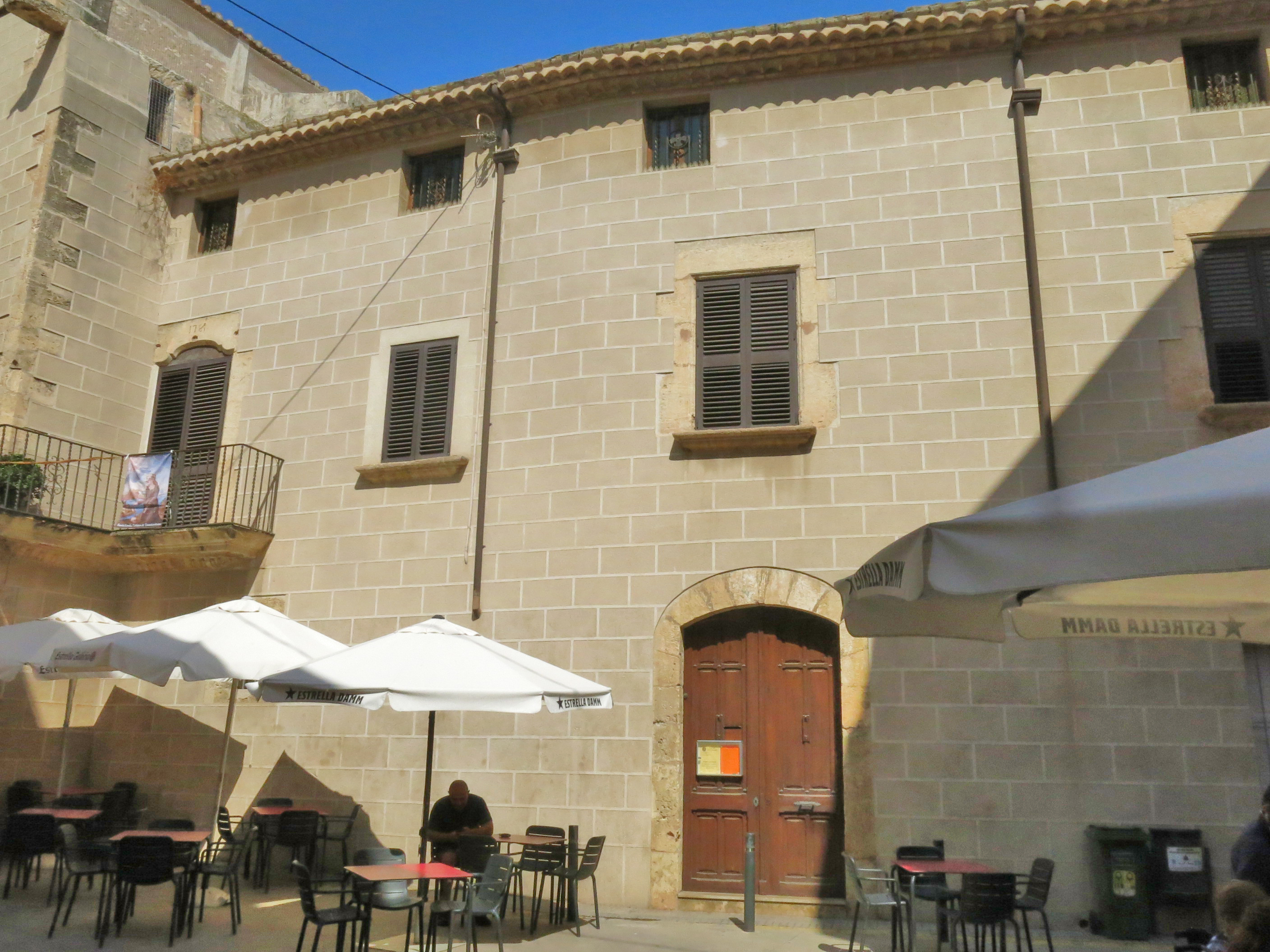
Abadia de Sant Pere

Pel carrer Major i adossat al mur de la façana principal de l'església es troba l'abadia construïda a la mateixa època i que té una airós balcó en angles decorat per sota i esgrafiats a la façana que es troben gairebé esborrats.
També de força interès artístic és l'òrgan barroc de l'església (1705, obra dels germans Jaume i Sebastià Guilla) que ens ha arribat gairebé en l'estat original.